# ريمون كينو
ريمون كينو (بالفرنسية: Raymond Queneau)‏ ـ (21 فبراير 1903 ـ 25 أكتوبر 1976) هو روائي وشاعر فرنسي، كان من المشاركين في تأسيس جماعة أوليبو الأدبية.

## مولده ونشأته الأولى
ولد كينو في لو هافر، وكان الابن الوحيد لأبويه. درس في جامعة السوربون بين عامي 1921 و1923، ومنها حصل على شهادة في الفلسفة وعلم النفس. جُند كينو في الجيش الفرنسي وخدم في الجزائر والمغرب عامي 1925 و1926، ثم أعيد إلى الخدمة عام 1939 في أعقاب الغزو الألماني لبولندا، غير أنه لم يلبث أن سُرح عام 1940، فقضى هو وأسرته ما تبقى من فترة الحرب في ضيافة الرسام إيلي لاسكو في سان ليونار دي نوبلا بوسط فرنسا.

## عمله
عمل كينو لفترة طويلة في دار غاليمار للنشر، التي بدأ فيها عام 1938 بوظيفة قارئ، ثم ترقى ليصبح الأمين العام للدار، ثم مدير موسوعة الثريا (بالفرنسية:  Encyclopédie de la Pléiade)‏ عام 1956، كما ترجم بعض الأعمال الأدبية.
في عام 1951 انتخب كينو عضوًا بأكاديمية غونكور، وكان عضوًا في لجنة تحكيم مهرجان كان السينمائي بين عامي 1955 و1957.

## من مؤلفاته

### روايات
- فم من الحجر (بالفرنسية: Gueule de pierre)‏ ـ 1934
- الأيام الأخيرة (بالفرنسية: Les Derniers jours)‏ ـ 1936
- أوديل (بالفرنسية: Odile)‏ ـ 1937
- أطفال من الطمي (بالفرنسية: Les Enfants du Limon)‏ ـ 1938
- شتاء قارس (بالفرنسية: Un Rude hiver)‏ ـ 1939
- صديقي بييرو (بالفرنسية: Pierrot mon ami)‏ ـ 1942
- دائمًا نعامل النساء بلطف شديد (بالفرنسية: On est toujours trop bon avec les femmes)‏ ـ 1947
- يوميات سالي مارا الحميمة (بالفرنسية: Le Journal intime de Sally Mara)‏ ـ 1950
- زازي في المترو (بالفرنسية: Zazie dans le métro)‏ ـ 1959
- الزهور الزرقاء (بالفرنسية: Les Fleurs bleues)‏ ـ 1965
- تحليق إيكاروس (بالفرنسية: Le Vol d'Icare)‏ ـ 1968

### شعر
- اللحظة القاتلة (بالفرنسية: L'Instant fatal)‏ ـ 1946
- مائة ألف مليار قصيدة (بالفرنسية: Cent Mille Milliards de Poèmes)‏ ـ 1961
- شق الموجات (بالفرنسية: Fendre les flots)‏ ـ 1969

### مقالات
- عصي وأرقام وحروف (بالفرنسية: Bâtons, chiffres et lettres)‏ ـ 1950
- نحو مكتبة مثلى (بالفرنسية: Pour une bibliothèque idéale)‏ ـ 1956
- مقابلات مع جورج شاربونييه (بالفرنسية: Entretiens avec Georges Charbonnier)‏ ـ 1962
- حواف (بالفرنسية: Bords)‏ ـ 1963
- الرحلة إلى اليونان (بالفرنسية: Le Voyage en Grèce)‏ ـ 1973

## روابط خارجية
- ريمون كينو على موقع IMDb (الإنجليزية)
- ريمون كينو على موقع الموسوعة البريطانية (الإنجليزية)
- ريمون كينو على موقع مونزينجر (الألمانية)
- ريمون كينو على موقع ألو سيني (الفرنسية)
- ريمون كينو على موقع ميوزك برينز (الإنجليزية)
- ريمون كينو على موقع أول موفي (الإنجليزية)
- ريمون كينو على موقع قاعدة بيانات برودواي على الإنترنت (الإنجليزية)
- ريمون كينو على موقع قاعدة بيانات الأفلام السويدية (السويدية)
- ريمون كينو على موقع إن إن دي بي (الإنجليزية)
- ريمون كينو على موقع ديسكوغز (الإنجليزية)